# Ferrimagnetyzm

Uporządkowanie momentów magnetycznych w ferrimagnetyku

Ferrimagnetyzm – własność magnetyczna polegająca na tym, że w temperaturach poniżej tzw. temperatury Néela pojawia się spontaniczne antyrównoległe uporządkowanie elementarnych momentów magnetycznych, a w odróżnieniu od antyferromagnetyzmu momenty te nie kompensują się wzajemnie do zera.